# Monika Bergmann
Monika Bergmann (* 17. April 1978 in Lam) ist eine ehemalige deutsche Skirennläuferin. Ihre Spezialdisziplin war der Slalom.

## Biografie
Monika Bergmann bestritt im Dezember 1996 ihr erstes Weltcuprennen. Ihre besten Platzierungen im Skiweltcup erreichte sie mit zwei zweiten Plätzen am 29. Dezember 2001 in Lienz und am 8. Februar 2004 am Großen Arber. In der Saison 2003/04 wurde sie hinter der Schwedin Anja Pärson und der Österreicherin Marlies Schild Dritte im Slalomweltcup.
Durch ihre Heirat im Mai 2003 wurde sie bei FIS-Rennen als Bergmann-Schmuderer geführt. Dieser Name wurde aber lediglich bis 2007 geführt.
Der größte Erfolg ihrer Karriere gelang ihr bei den Alpinen Skiweltmeisterschaften 2005 in Bormio, als sie zusammen mit Andreas Ertl, Martina Ertl, Florian Eckert, Hilde Gerg und Felix Neureuther Weltmeisterin im erstmals ausgetragenen Mannschaftswettbewerb wurde.
Bergmann nahm 1998, 2002 und 2006 an den Olympischen Winterspielen teil. Ihr bestes Ergebnis war ein sechster Platz im Slalom im Jahr 2002. Am 7. März 2009 gab sie ihren Rücktritt vom Skirennsport mit Ende der Saison 2008/09 bekannt. Ihr letztes Rennen war am 13. März 2009 der Weltcupslalom in Åre. 2010 schloss Monika Bergmann ihr Studium mit dem akademischen Grad "Bachelor of Arts in International Management" ab und war anschließend in der freien Wirtschaft tätig.
Seit 15. Februar 2022 ist sie Erste Bürgermeisterin der Gemeinde Blaibach.

## Erfolge

### Olympische Spiele
- Nagano 1998: 9. Slalom, 12. Kombination
- Salt Lake City 2002: 6. Slalom
- Turin 2006: 16. Slalom, 16. Kombination

### Weltmeisterschaften
- Vail 1999: 32. Abfahrt
- St. Moritz 2003: 13. Slalom
- Bormio 2005: 1. Mannschaftswettbewerb, 15. Kombination
- Åre 2007: 6. Slalom

### Juniorenweltmeisterschaften
- Voss 1995: 17. Slalom, 26. Abfahrt
- Hoch-Ybrig 1996: 2. Slalom, 4. Kombination, 8. Super-G, 10. Abfahrt, 10. Riesenslalom
- Schladming 1997: 1. Abfahrt
- Megève 1998: 2. Slalom

### Weltcup
- Saison 2003/04: 3. Slalomweltcup
- 6 Podestplätze

### Europacup
- Saison 2000/01: 2. Slalomwertung
- Saison 2003/04: 1. Slalomwertung
- 18 Podestplätze, davon 9 Siege

### Weitere Erfolge
- 5-fache Deutsche Meisterin im Slalom (2004 bis 2008)
- 1 Sieg im Nor-Am Cup
- 18 Siege in FIS-Rennen